# McAlester Arboretum

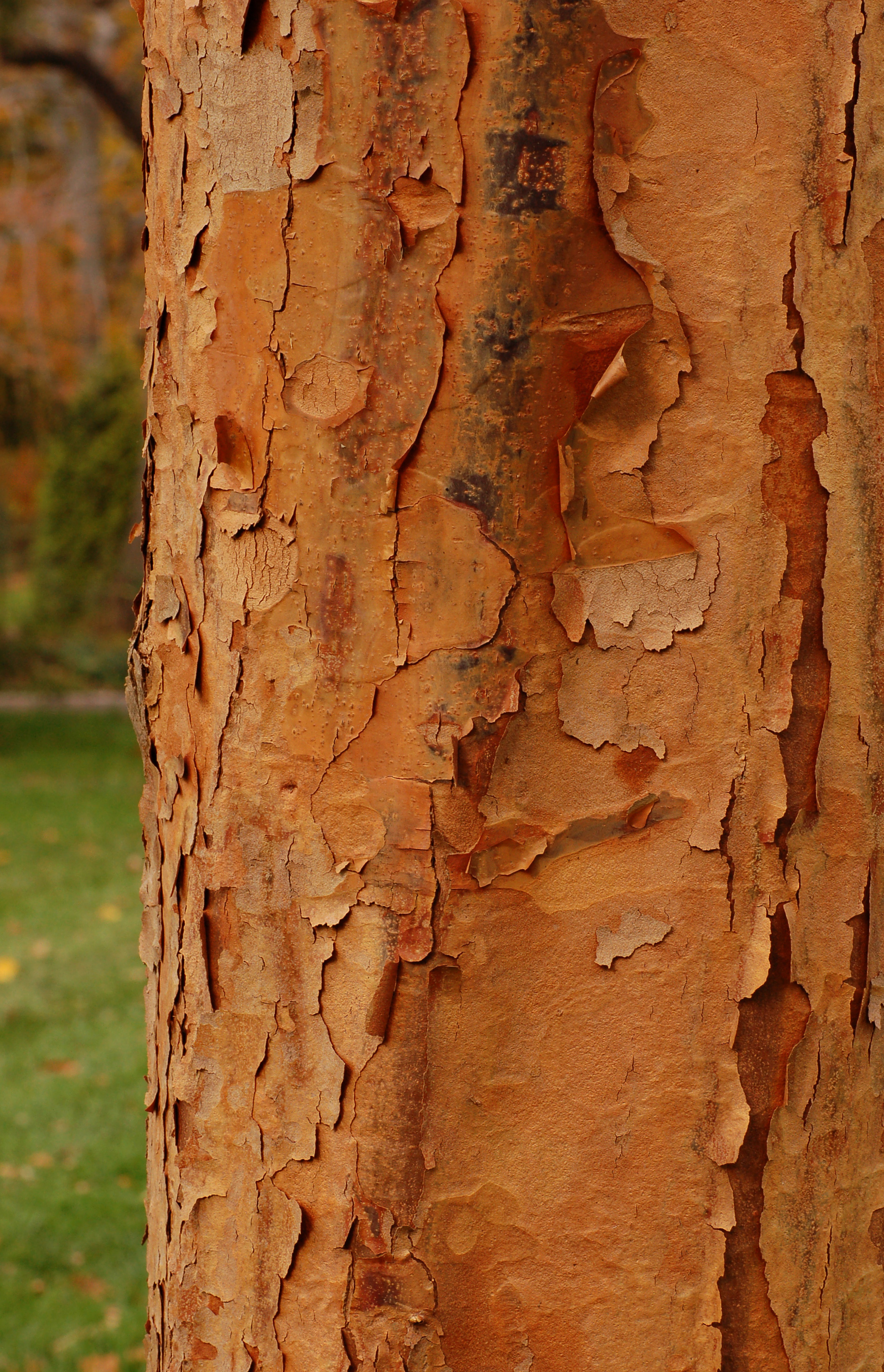
La corteza del acer de papel Acer griseum.

El Arboreto McAlester ( en inglés : McAlester Arboretum) es un arboreto de 4 acres de extensión que se encuentra formando parte del Jardín Botánico Mizzou ubicado en el campus de la Universidad de Misuri en Columbia, EE. UU.

## Localización
El McAlester Arboretum no debe ser confundido con el Garrard Ardeneum en McAlester (Oklahoma), que a veces se denomina como "McAlester Arboretum". 
McAlester Park, (Peace Park) Mizzou Botanic garden University of Missouri DMCA General Services Building Columbia, MO 65211, Estados Unidos-Estados Unidos.38°56′43.08″N 92°19′43.68″O / 38.9453000, -92.3288000
Está abierto a lo largo de todo el año y la entrada es gratuita, aunque se admiten donativos para su mantenimiento. En el "Reynolds Alumni Center" se organizan recorridos con guía todo el año para grupos a partir de seis personas mínimo.  

## Historia
El Mizzou Botanic Garden fue establecido en 1999, bajo administración de "Chancellor Richard Wallace" como parte de los esfuerzos de embellecimiento del campus. 
En agosto del año 2009 se celebró su 10º aniversario. Desde su creación el jardín botánico ha sido un museo de la vida donde miles de plantas se han cultivado cada año para crear un medioambiente fértil para la educación de investigadores, estudiantes y educadores.  

## Colecciones
El arboreto alberga más de 100 árboles de 43 variedades.
Entre sus especies arbóreas son de destacar: Taxus x media var. 'Densiformis', acer de papel (Acer griseum), nogal negro (Juglans nigra) con una edad estimada de más de 150 años, Picea pungens var. 'glauca'.
El arboreto está atravesado por el "drainage creek" arroyo que lleva agua en la estación húmeda.
En los planes de futuro del arboreto se contempla el añadir varios géneros de árboles y arbustos de importancia en la región del Misuri-Medio.